# Alavus
Alavus (szw. Alavo) jest miastem w Finlandii. Znajduje się w prowincji Zachodniej Finlandii. Populacja wynosi 9846, a miasto zajmuje powierzchnię 843,1 km², z których 52,46 km² to woda. Gęstość zaludnienia wynosi 12,3 mieszkańca na km².
Znaczącą część populacji zatrudniona jest w rolnictwie i leśnictwie. Większość przemysłu w Alavus jest powiązana z konstrukcją: materiałami, projektowaniem i kontrahentami. Alavus ma 60 jezior z 324 km linii brzegowej. Miasto jest fińskojęzyczne.
W mieście znajduje się stacja kolejowa.  